# Iksookimia pumila
Iksookimia pumila är en fiskart som först beskrevs av Kim och Lee, 1987.  Iksookimia pumila ingår i släktet Iksookimia och familjen nissögefiskar. Inga underarter finns listade i Catalogue of Life.